# 塞赖恩
塞赖恩（西班牙語：Cerain）是西班牙巴斯克自治区吉普斯夸省的一个市镇。总面积11平方公里，总人口254人（2001年），人口密度23人/平方公里。